# Nisída Skhíza
Nisída Skhíza är en ö i Grekland.   Den ligger i regionen Peloponnesos, i den södra delen av landet, 220 km sydväst om huvudstaden Aten. Arean är 12,8 kvadratkilometer.
Terrängen på Nisída Skhíza är lite kuperad. Öns högsta punkt är 189 meter över havet. Den sträcker sig 6,7 kilometer i nord-sydlig riktning, och 3,6 kilometer i öst-västlig riktning.